# Kayah (klan i Liberia)
Kayah är en klan i Liberia.   Den ligger i regionen River Cess County, i den centrala delen av landet, 140 km öster om huvudstaden Monrovia.